# Chava Shapiro
Pour les articles homonymes, voir Shapiro.
Chava Shapiro (hébreu : חַוָּה שַׁפִירָא ; allemand : Ewa Schapiro), née le 26 décembre 1876 et morte le 28 février 1943, également connue sous le nom de plume de Em Kol Chai (hébreu : אֵם כָּל חָי), est une écrivaine, critique et journaliste juive originaire de Volhynie. Pionnière de la littérature féminine hébraïque et de la critique littéraire féministe, Chava Shapiro est l'une des écrivaines hébraïques diasporiques les plus prolifiques du début du XXe siècle.

## Jeunesse
Chava Shapiro est née le 26 décembre 1876 dans le shtetl de Slavouta, dans la zone de Résidence. Sa mère, Menuchah (née Schoenberg), est issue d'une famille de maskilim instruits à Chișinău et maîtrisant parfaitement l'hébreu. Son père, Yaakov Shammai Shapiro, appartient à la prospère famille d'imprimeurs Shapiro, descendants du leader hassidique et rabbin Pinhas Shapiro de Korets, disciple du Baal Shem Tov. La famille fonde en 1791 la première imprimerie juive de l'Empire russe, la Slavita Brothers (he), et possède de nombreuses papeteries, minoteries et autres installations industrielles.
Yaakov Shapiro a deux filles d'un mariage précédent, puis de par son second mariage avec Menuchah, il résulte que Chava Shapiro a trois frères et une sœur plus jeune, cette dernière meurt de la scarlatine en 1893 à l'âge de 11 ans. Bien qu'elle grandisse dans un foyer orthodoxe traditionnel, elle reçoit une riche éducation juive et laïque et bénéficie du soutien de sa famille pour ses aspirations littéraires. Elle est considérée comme une illui et, inhabituel pour une fille à l'époque, reçoit des leçons sur le Talmud avec ses frères de la part du melamed local, qui célébra aussi sa bat-mitsvah. Les membres de sa famille ne correspondent qu'en hébreu et sa mère engage des tuteurs privés pour lui fournir un enseignement en hébreu, ainsi qu'en yiddish, latin, tchèque, français, allemand, polonais et russe. Chava Shapiro participe à un groupe local d'Agudat Hovevei Sfat Ever (en) (« Société des amoureux de la langue hébraïque »), qui se réunit toutes les semaines pour lire et discuter de littérature hébraïque.

## Famille et éducation

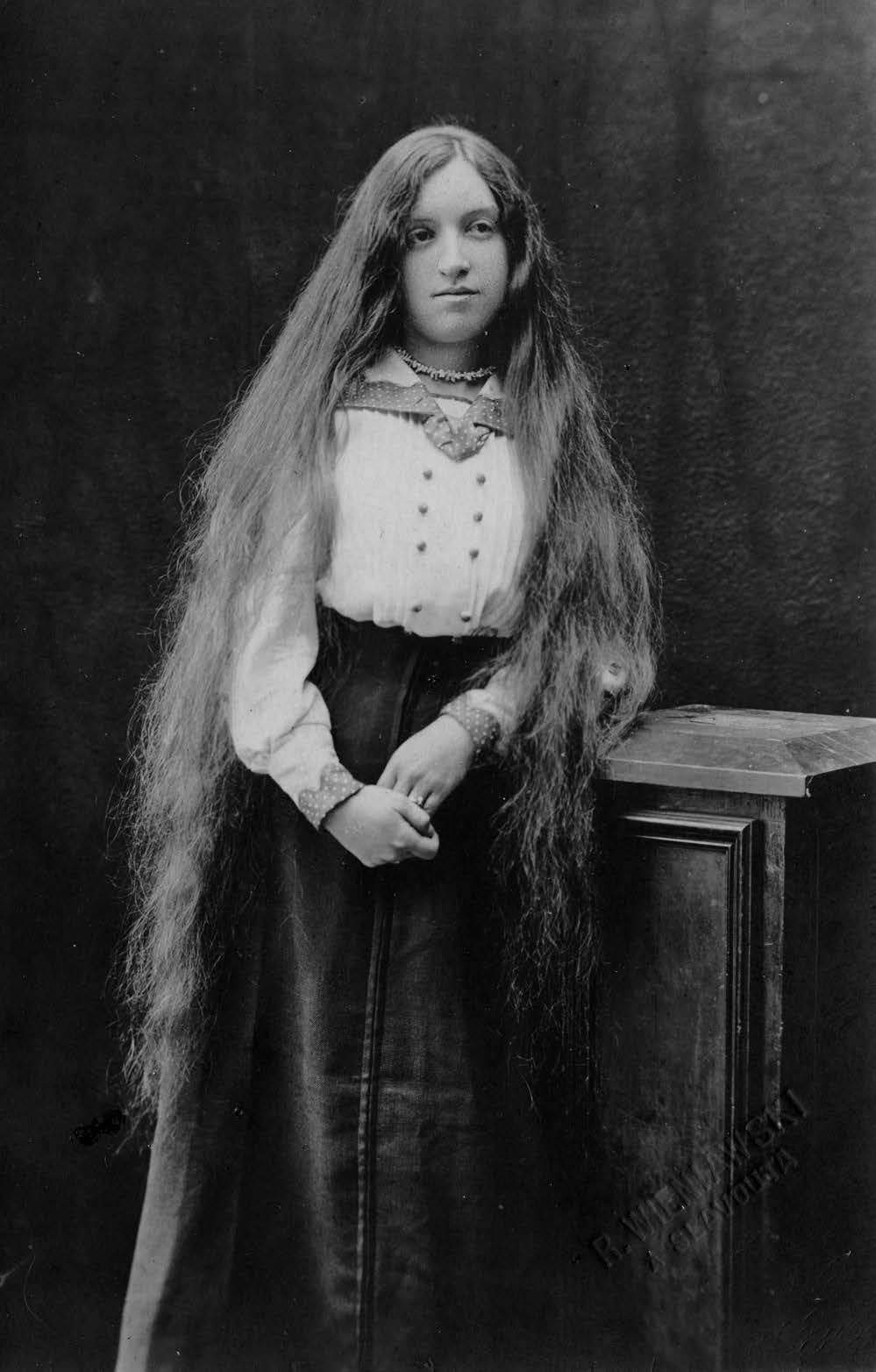
Chava Shapiro en 1894

En 1895, Chava Shapiro se marie avec Limel Rosenbaum, fils d'un banquier aisé de Varsovie, et de leur union naît leur fils Pinchas deux ans plus tard. Le couple vit à Slavouta avec les parents de Chava jusqu'en 1900, date à laquelle il s'installe à Varsovie. Alors que son mariage se détériore, elle trouve refuge chez Isaac Leib Peretz, son mentor. Elle participe au salon littéraire hébreu de Peretz, où elle rencontre les écrivains Mendele Sforim, Cholem Aleikhem, Ben Avigdor (he), Hersh Dovid Nomberg (en) et Sholem Asch. Son premier texte, une nouvelle intitulée "Ha-Shoshanah" ("La Rose"), est publié dans l'hebdomadaire littéraire de David Frischmann Ha-Dor en décembre 1901 sous le pseudonyme Em Kol Chai ("La mère de tous"). Elle devient alors une contributrice régulière en fiction et en critique culturelle aux principaux périodiques hébreux, et est parmi les seules femmes à avoir été publiées dans leurs pages.
Chava Shapiro rencontre l'écrivain hébreu et yiddish Reuben Brainin (en), un ami marié de ses parents, en mai 1899 lors de vacances avec sa mère dans un spa à Franzensbad. Elle entame une relation, notamment épistolaire, avec ce dernier et se sépare de son mari en 1903. Elle déménage alors à Vienne pour se préparer aux examens d'entrée à l'université, tandis que son fils reste avec son père qui obtient le divorce en 1907.
Elle est admise au Département de philosophie de l'Université de Berne en Suisse, où elle vit avec son frère. Sa thèse écrite sous la direction de Ludwig Stein (de), examine la philosophie de Georg Christoph Lichtenberg. En 1909, Shapiro se rend à Göttingen pour rencontrer Edmund Husserl, qui l’aide à obtenir les manuscrits des écrits de Lichtenberg. Elle obtient son doctorat en 1910 à l'âge de trente-quatre ans et retourne à Slavouta.

## Carrière

### Début de carrière
Chava Shapiro continue à écrire des nouvelles, dont quinze sont rassemblées dans Kovetz Tziurim en 1909. Sa publication est un événement littéraire important en raison de la rareté des écrivaines juives à cette époque. L'ouvrage est précédé du premier manifeste féministe en hébreu, déplorant l'absence de voix de femmes dans la littérature hébraïque. En tant que sioniste de longue date, Chava Shapiro se rend en Palestine en 1911 avec David Frischmann et ses parents au sein d'une délégation du quotidien yiddish varsovien Haynt (en), publiant ensuite dans Ha-Zman un récit de voyage en trois parties présentant le récit de ce voyage. Dans ce document, elle décrit le développement de la communauté juive et l'adoption de l'hébreu moderne. Quand elle s'installe à Berlin en 1912, elle établit des liens avec les dirigeants du mouvement sioniste.
Elle entame une carrière illustre dans le journalisme et la critique littéraire, en écrivant des articles dans Ha-Shiloaḥ (he), Ha-Toren (he), Ha-Tkufa (he), Ha-Olam (he), Ha-Do'ar (he), Die Welt et Selbstwehr (de). Écrivant presque exclusivement en hébreu, elle écrit des articles sur sa propre histoire familiale et passe en revue des livres, des pièces de théâtre et des écrivains européens contemporains. Son premier essai publié - une critique d'un roman de Gerhart Hauptmann - est publié à Ha-Shiloa en 1913. Elle voyage beaucoup dans toute l'Europe, menant une « vie sophistiquée et cosmopolite ».

### Vie en Tchécoslovaquie

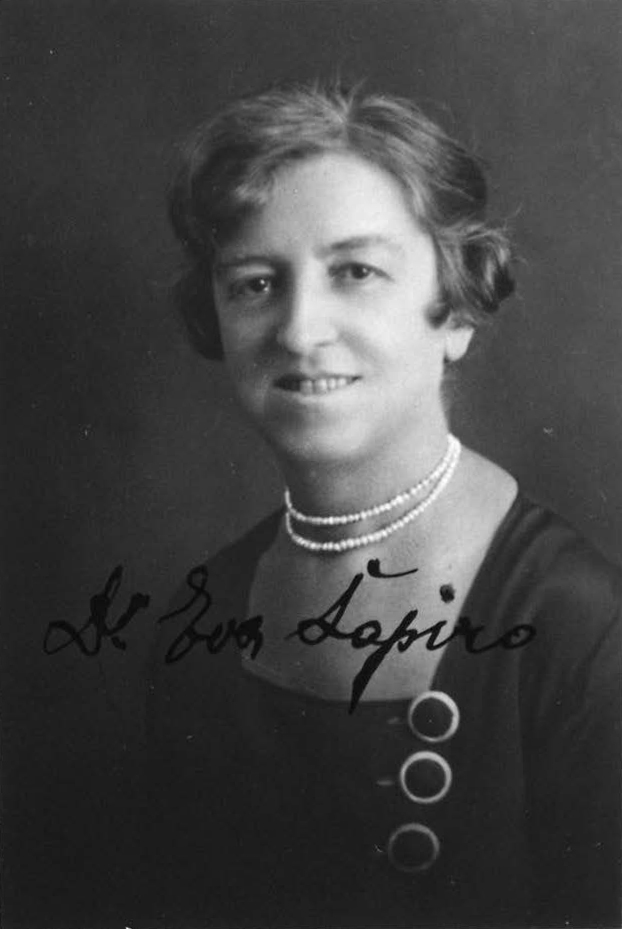
Chava Shapiro en 1927

Chava Shapiro quitte sa ville natale au début de la Première Guerre mondiale en 1914 pour éviter son internement en tant qu'ennemie étrangère, passant les cinq années suivantes entre Slavouta et Kiev. Avec l'intensification des pogroms après la guerre, Hayim Nahman Bialik l'invite à s'installer à Odessa et à rejoindre son cercle littéraire, un plan interrompu par le déclenchement de la guerre civile russe. Lorsque l'Armée rouge se retire temporairement de Slavouta en août 1919, elle et son fils se réfugient en Tchécoslovaquie avec l'aide de l'ancien associé de son père, un riche forestier chrétien. Elle vit chez lui à Moukatcheve avant de s’installer à Prague. Avec la confiscation de la fortune de sa famille par les autorités soviétiques et l'inscription de son fils dans un programme d'ingénierie dans un Institut polytechnique de Prague, elle est obligée pour la première fois de travailler pour subvenir à leurs besoins.
Elle devient citoyenne tchèque le 28 février 1929 et en 1930, elle épouse Josef Winternitz, dirigeant de la communauté juive de Prague. Le mariage est malheureux, en grande partie à cause des troubles psychiques de son mari. En 1937, elle réussit à envoyer son fils aux États-Unis, où il réside jusqu'à sa mort prématurée en 1953.

### Travaux ultérieurs
Avant de partir pour la Tchécoslovaquie, Chava Shapiro publie Les archétypes féminins dans les histoires de Mendele, un essai sur la représentation des femmes dans les travaux de Mendele Mocher Sforim. Plus tard, elle développe l'article « La figure de la femme dans notre littérature » (1930) et « La femme lecteur: Où est-elle? » (1931), enquêtes sur des personnages féminins dans la littérature hébraïque contemporaine. En tant que correspondante tchèque pour Ha-Olam, Chava Shapiro interviewe le président Tomáš Masaryk à l'occasion de son 75e anniversaire et rend compte régulièrement des réunions des organisations sionistes et de la situation des communautés juives en Europe centrale et orientale,. Parallèlement, elle commence à rassembler du matériel pour une autobiographie qu’elle espère publier en Palestine, où elle aspire à passer ses dernières années. Elle correspond également avec l'éditeur Daniel Persky (he)  propos de l'idée de publier tous ses articles dans un seul volume. Cependant, à mesure que la situation des Juifs en Europe se détériore, aucun projet n'aboutit.

## Mort et héritage

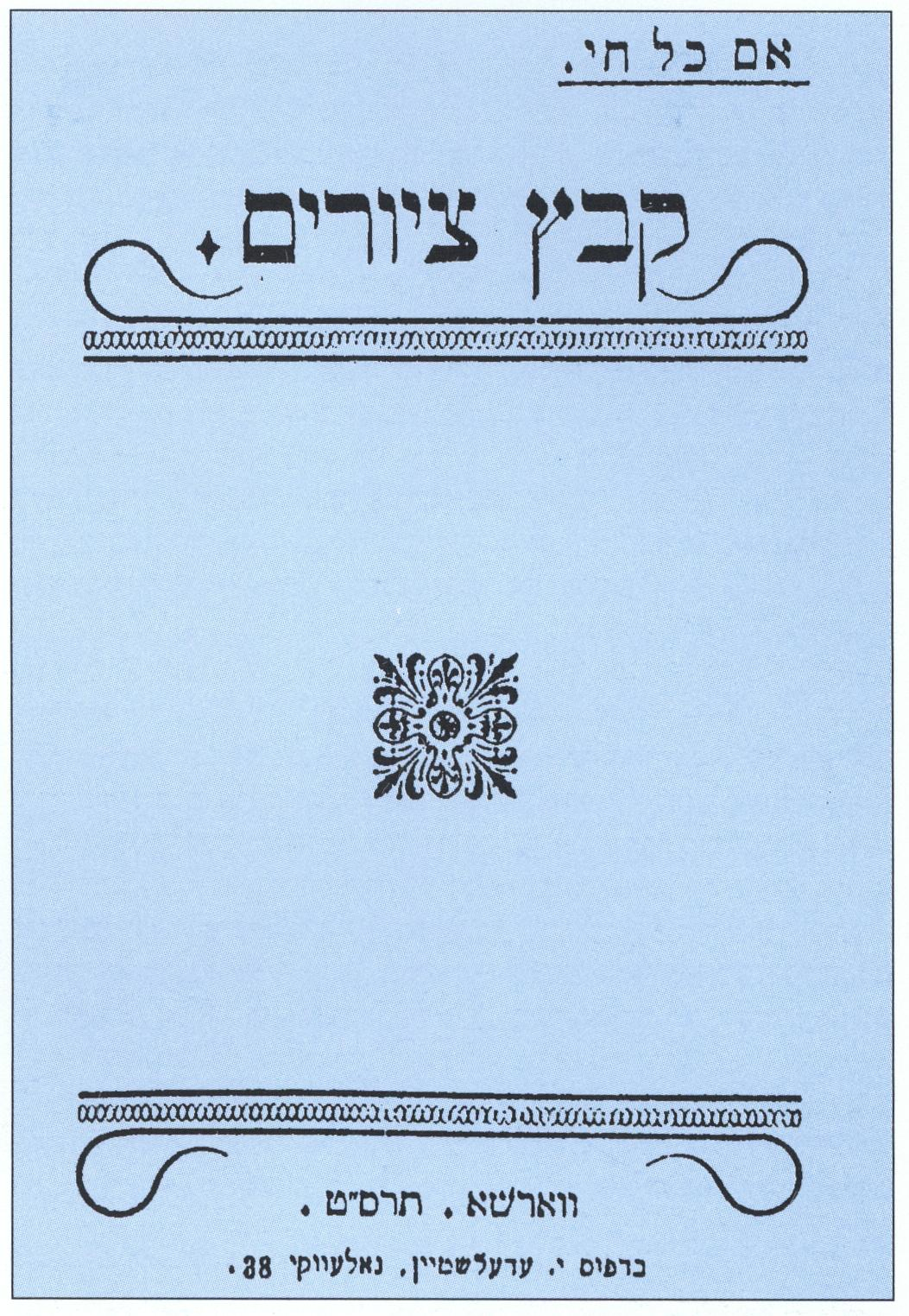
Kovetz Tziurim (1909)

En septembre 1942, Chava Shapiro est internée dans un hôpital psychiatrique par les autorités nazies puis libérée le 19 janvier 1943 afin de préparer son expulsion vers le ghetto de Theresienstadt. Elle meurt finalement le 28 février 1943, six jours avant l'expulsion de son mari vers le Ghetto, où il est assassiné le 18 mars 1944. Selon certains récits, Winternitz et elle auraient été déportés ensemble à Theresienstadt en 1941, où ils auraient été tous deux assassinés.
Elle laisse derrière elle un journal personnel manuscrit relatant sa vie de 1900 à 1941 qui se trouve dans les archives Gnazim à Tel Aviv. Des lettres et des cartes postales de sa correspondance de 29 ans en hébreu avec Reuben Brainin sont conservées à la bibliothèque publique juive de Montréal.